# Щеколдин, Степан Венедиктович
Степан Венедиктович Щеколдин (1818—1886) — русский художник XIX века, медалист Императорской Академии художеств, коллежский секретарь.

## Биография
Об его детстве информации практически не сохранилось, да и прочие биографические сведения о нём очень скудны и отрывочны; известно лишь, что Степан Щеколдин родился в 1818 году; обучался в Императорской Санкт-Петербургской Академии художеств, куда перешёл из учеников Московского художественного класса, и в 1836 году «за выказанные им успехи» в живописи награждён был серебряной медалью.
В 1838 году Степан Венедиктович Щеколдин получил звание свободного неклассного художника, а в следующем году за успешно выполненные рисунки с натуры вторично удостоился серебряной медали ИАХ.
Лучшей работой его в последующие годы считается «Внутренний вид библиотеки Императорского Эрмитажа». Эта картина в 1856 году была представлена Щеколдиным в совет Академии художеств при прошении о признании его «назначенным» в академики. Просьба Щеколдина была уважена советом Академии, по определению которого тогда же разрешено ему было написать «Внутренний вид церкви лейб-гвардии Егерского полка» для получения звания академика перспективной живописи.
Степан Венедиктович Щеколдин скончался в 1886 году.